# Delarrin Turner-Yell
Delarrin Turner-Yell (Hempstead, 16 dicembre 1999) è un giocatore di football americano statunitense che milita nel ruolo di safety per i Denver Broncos della National Football League (NFL).

## Carriera

### Houston Texans
Al college Turner-Yell giocò a football a Oklahoma. Fu scelto nel corso del quinto giro (152º assoluto) nel Draft NFL 2022 dai Denver Broncos. Nella sua stagione da rookie disputò 14 partite, nessuna delle quali come titolare, con 8 tackle e 2 fumble recuperati.